# Carl Van Vechten

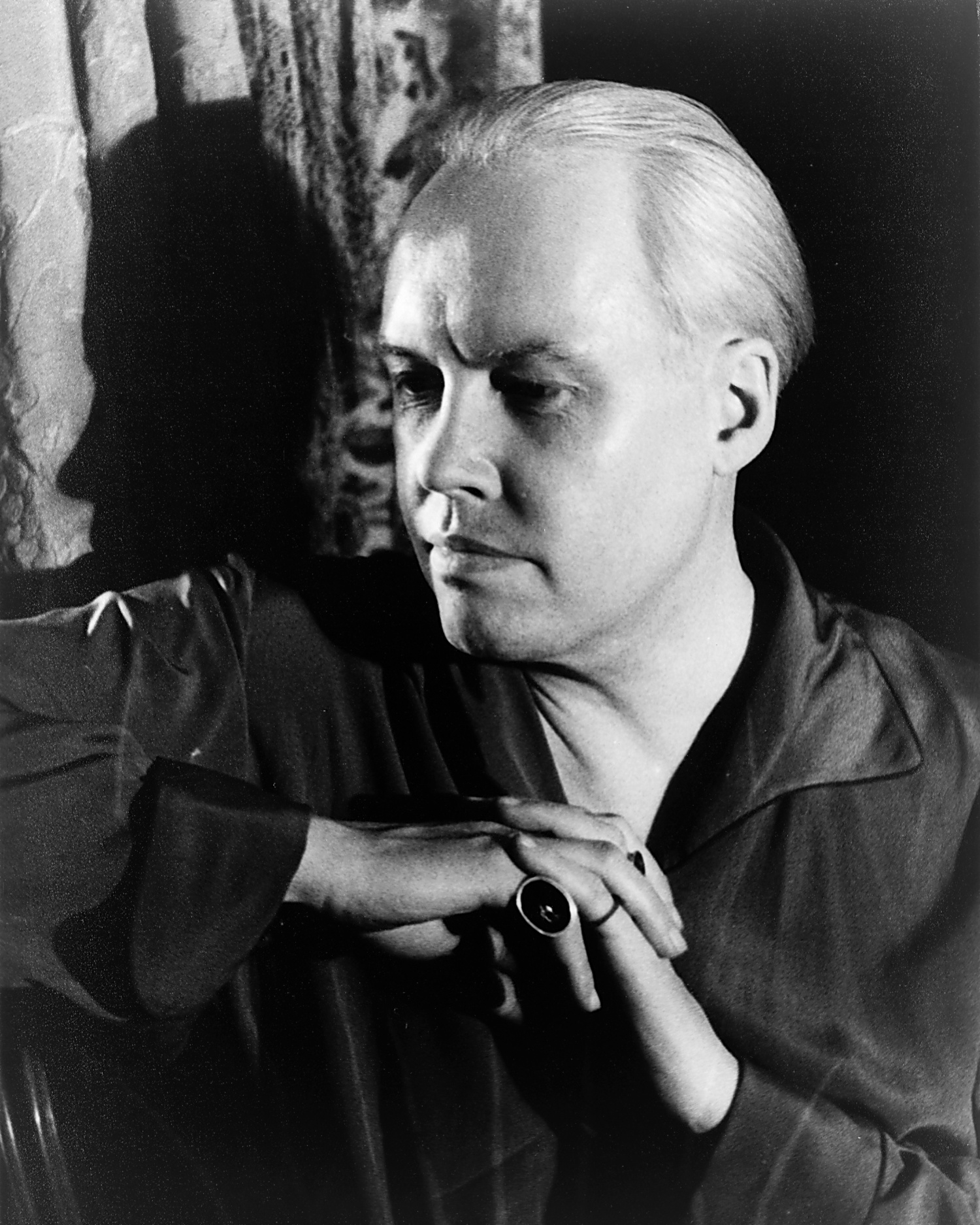
Selbstporträt Carl Van Vechten, 3. April 1934

Carl Van Vechten (* 17. Juni 1880 in Cedar Rapids, Iowa; † 21. Dezember 1964 in New York) war ein US-amerikanischer Fotograf und Autor. Er wurde auch bekannt als Unterstützer der Harlem Renaissance und als Verwalter des literarischen Nachlasses der US-amerikanischen Schriftstellerin, Verlegerin und Kunstmäzenin Gertrude Stein.

## Leben und Wirken

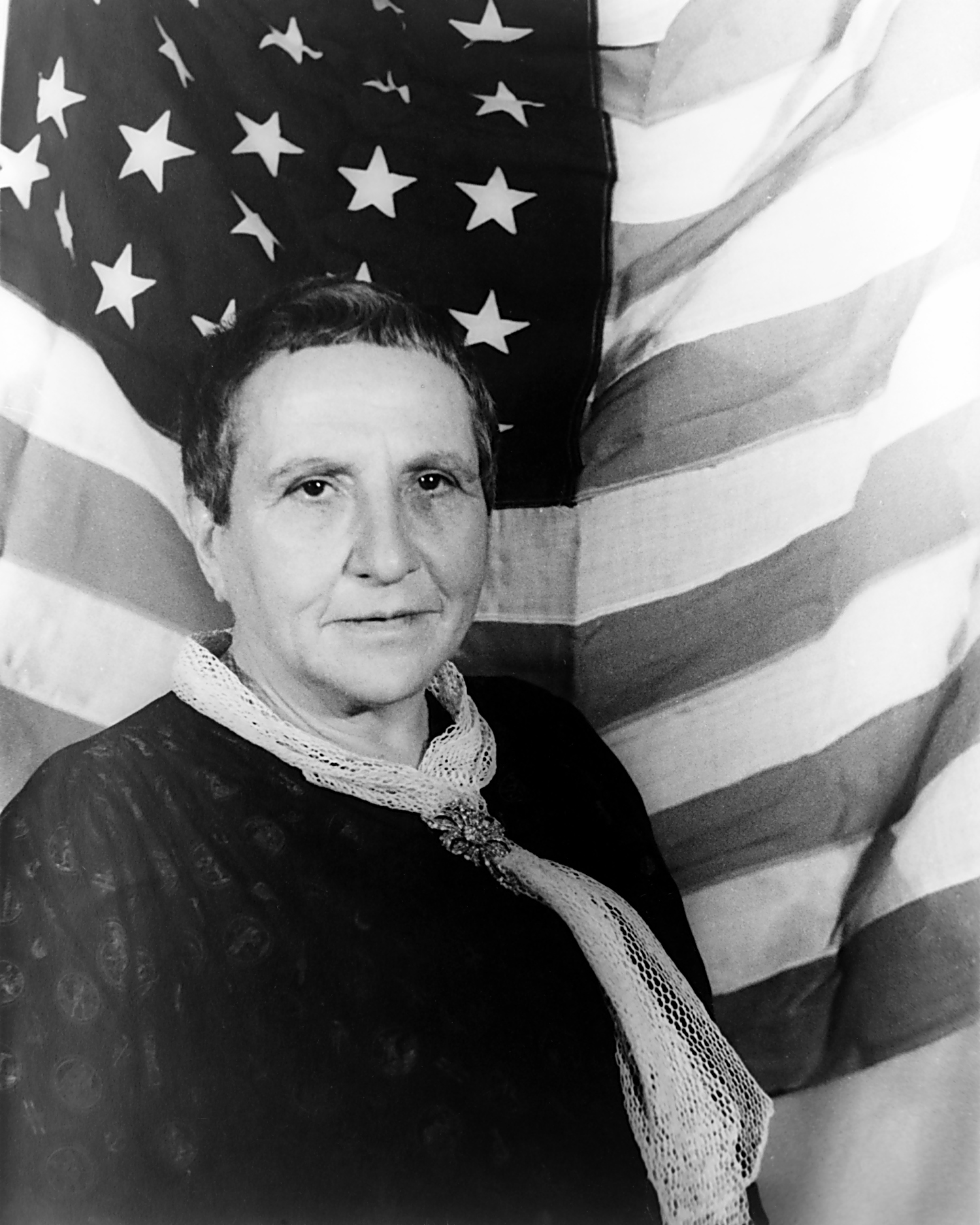
Gertrude Stein, fotografiert von Carl Van Vechten, 1935

Carl Van Vechten schloss sein Studium an der University of Chicago 1903 ab. Drei Jahre danach zog er nach New York City, wo er als Journalist arbeitete. Nach einer frühen, aber unglücklichen ersten Ehe, heiratete er 1914 seine zweite Frau, die Schauspielerin Fania Marinoff. Mit ihr blieb er bis an sein Lebensende verheiratet. 
Seine Homosexualität wurde bekannt, als man 25 Jahre nach seinem Tod einige unter Verschluss gehaltene Schriftstücke und Fotografien in Augenschein nahm. 1913 traf er in Paris Gertrude Stein; sie waren zeitlebens in Kontakt, und vor ihrem Tod verfügte sie, dass Van Vechten ihren literarischen Nachlass verwalten solle. Er half, für die unveröffentlichten Werke einen Verlag zu finden. Auf ähnliche Weise unterstützte er auch die afroamerikanische Schriftstellerin Nella Larsen.
Anders als Langston Hughes fand er selbst im hohen Alter noch die Kraft, sich während des Kalten Krieges in den 1950er Jahren gegen die antikommunistische Hetze von Senator McCarthy zur Wehr zu setzen, ohne dass er sich von seinen Anschauungen distanzierte.
Im Jahr 1961 wurde Van Vechten zum Mitglied der American Academy of Arts and Letters in New York berufen.

### Schriftsteller

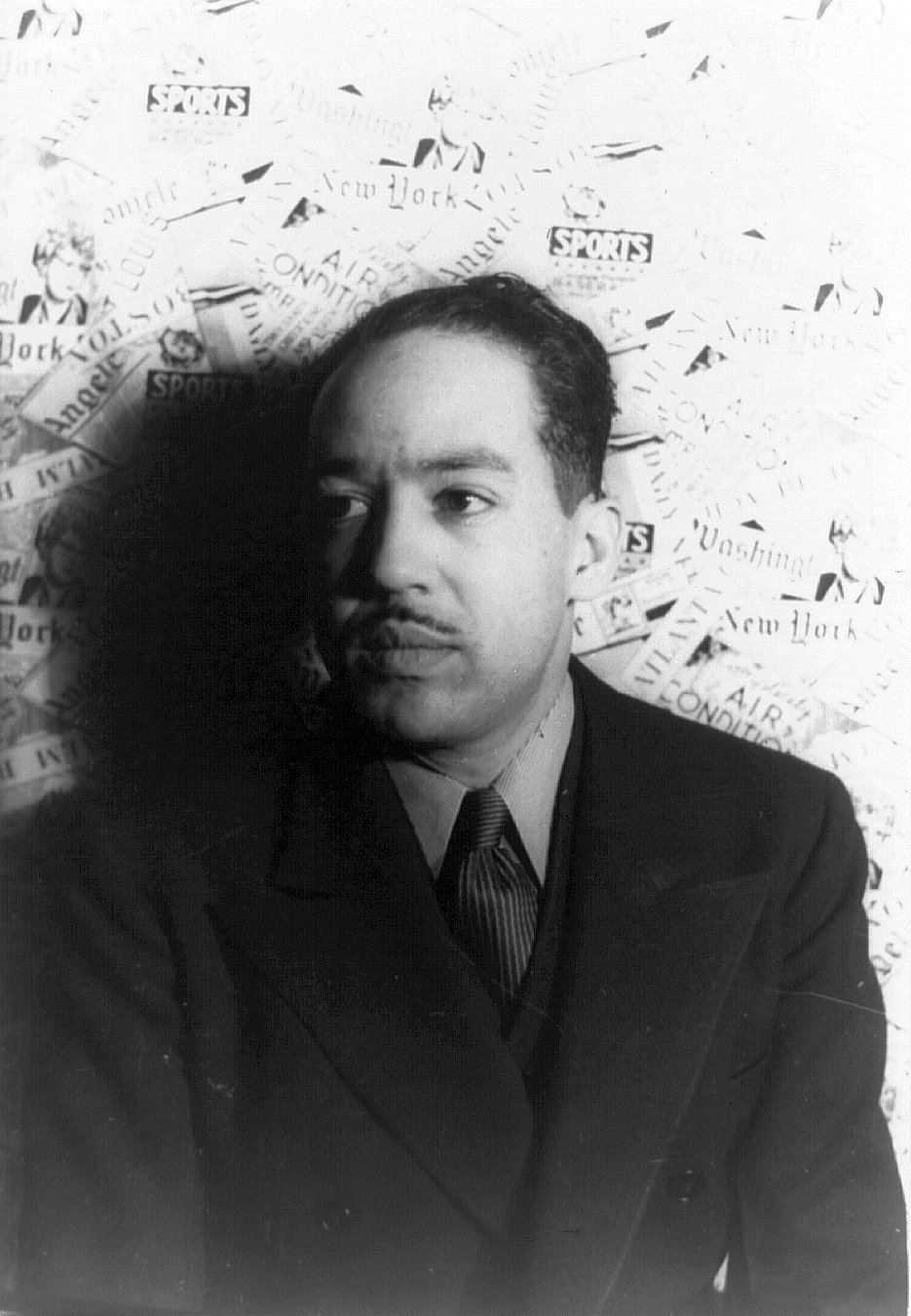
Langston Hughes, fotografiert im Jahr 1936

Zwischen 1915 und 1920 erschienen mehrere Bücher mit Essays von Van Vechten. Die Themen waren zum Beispiel Musik und Literatur. 1920 erschien sein Buch über Katzen, The Tiger in The House. Zwischen 1922 und 1930 wurden sieben Romane veröffentlicht.
Van Vechten interessierte sich sehr für afroamerikanische Schriftsteller und Künstler. Er unterstützte viele der wichtigen Vertreter der Harlem Renaissance, darunter Langston Hughes und Wallace Thurman. Anders als Charlotte Mason pflegte er mit seinen Schützlingen weitaus freundschaftlichere Beziehungen.
Sein kontrovers aufgenommener Roman Nigger Heaven erschien 1926. Er handelt vom hemmungslosen und obszönen Nachtleben Harlems, das Van Vechten mit vielen Details schilderte. Vor allem von etablierten Kritikern, schwarz wie weiß, musste Van Vechten Kritik einstecken, zum Beispiel, dass er die negativen Stereotype der Afroamerikaner beschreiben würde und der Roman ein „Affront gegen die Gastfreundschaft der Schwarzen und die Intelligenz der Weißen ist“ (W. E. B. Du Bois). Dennoch wurde das Werk ein Bestseller, der das wilde Leben Harlems sprachlich in die Wohnzimmer und Lesestuben brachte. Vor allem junge Künstler innerhalb der Harlem Renaissance verteidigten Van Vechten.
Hinweise zu Van Vechtens Freundschaft mit Mabel Dodge Luhan, Gertrude Stein und anderen Persönlichkeiten finden sich in den autobiografischen Essays Sacred and Profane Memories, veröffentlicht 1932.
Der Großteil der Briefe und Schriftstücke von Van Vechten sind heute in der Beinecke Library der Yale University zu finden.

### Fotograf
In den 1930er-Jahren begann Van Vechten mit fotografischen Arbeiten. Sein Hauptwerk liegt in „The Carl Van Vechten Photographs Collection“ in der Nationalbibliothek der USA, der Library of Congress in Washington, D.C., vor. Es enthält 1395 Fotografien der Jahre 1932 bis 1964. Der größte Teil der Arbeiten besteht aus Porträtfotografien von Prominenten, darunter Vertreter der Harlem Renaissance. Ein kleiner Teil der Kollektion zeigt amerikanische Landschaften.

## Werke (Auswahl)

### Bücher
- 1918: The Music of Spain.
- 1920: The Tiger in The House.
- 1922: Peter Whiffle: His Life and Works.
- 1924: The Tattooed Countess.
- 1926: Nigger Heaven.
  - 2012: Nigger Heaven. Roman. Aus dem Englischen von Egbert Hörmann. Walde + Graf, Berlin, ISBN 978-3-8493-0008-1.[3]
- 1928: Spider Boy.
- 1930: Parties.
  - 2010: Parties. Roman. Aus dem Englischen von Egbert Hörmann. Walde + Graf, Zürich, ISBN 978-3-03774-016-3
- 1922–1930: The Splendid Drunken Twenties: Selections from the Daybooks.
- 1932: Sacred and Profane Memories (autobiografisch)

### Fotografien
- Sherwood Anderson
- W. H. Auden
- Don Bachardy
- James Baldwin
- Samuel Barber
- Harry Belafonte
- Marlon Brando
- Dave Brubeck
- Cab Calloway
- Truman Capote
- Roald Dahl
- Salvador Dalí
- Theodore Dreiser
- Jacob Epstein
- William Faulkner
- Ella Fitzgerald
- F. Scott Fitzgerald

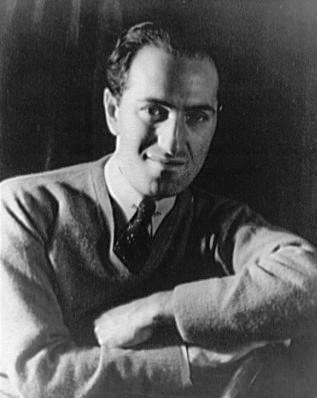
George Gershwin
- Dizzy Gillespie
- Ram Gopal
- Shirley Graham Du Bois
- Billie Holiday
- Langston Hughes
- Zora Neale Hurston
- Christopher Isherwood
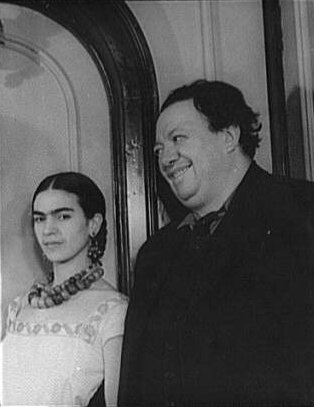
Frida Kahlo
- Beatrice Kaufman
- Georgia O’Keeffe
- Mabel Dodge Luhan
- Ferenc Molnár
- Norman Mailer
- Thomas Mann
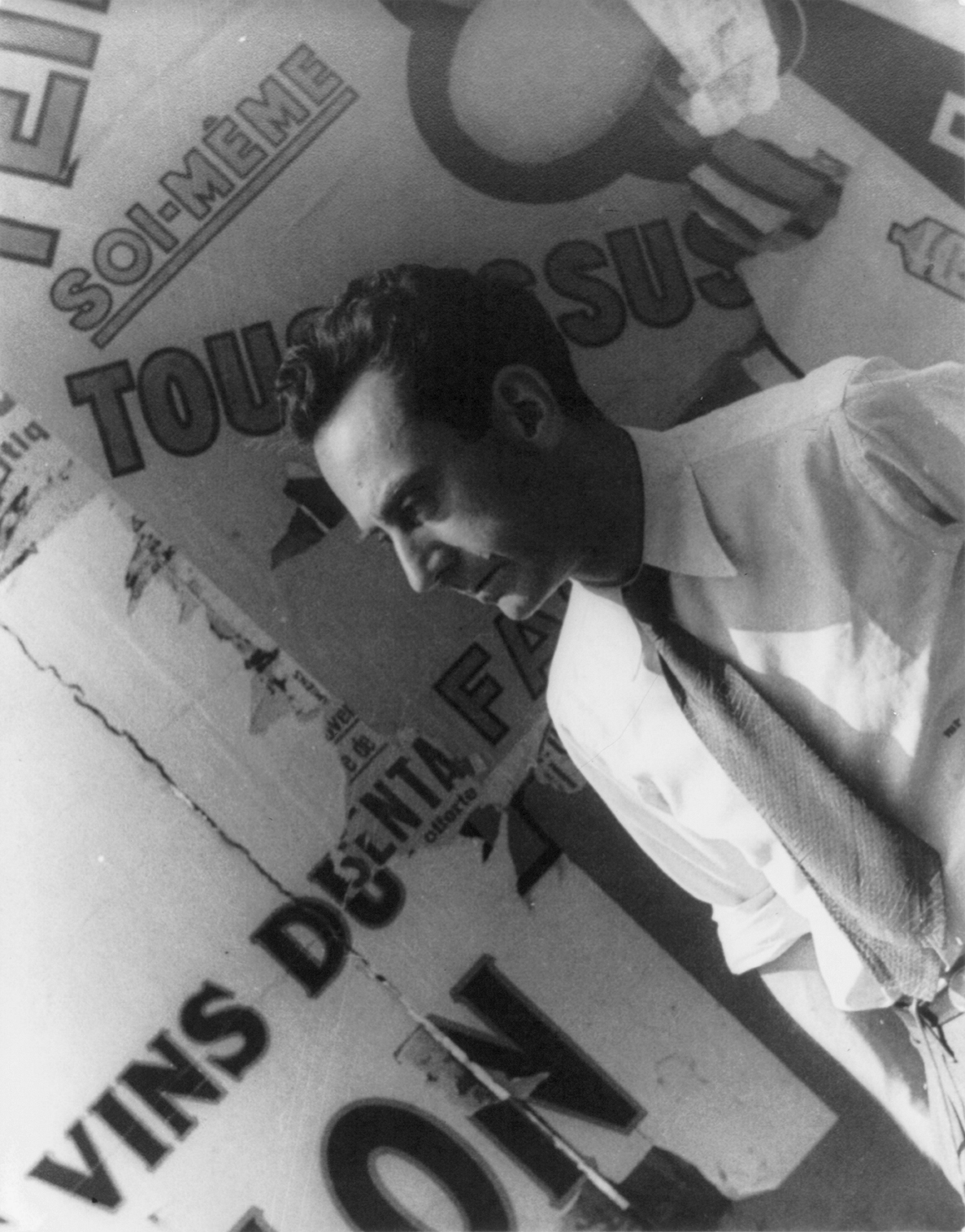
Man Ray
- Edna St. Vincent Millay
- Alicia Markova
- William Somerset Maugham
- Eugene O’Neill
- Laurence Olivier
- Leontyne Price
- Diego Rivera
- Vincent Sheean
- Bessie Smith
- Gertrude Stein
- Alfred Stieglitz
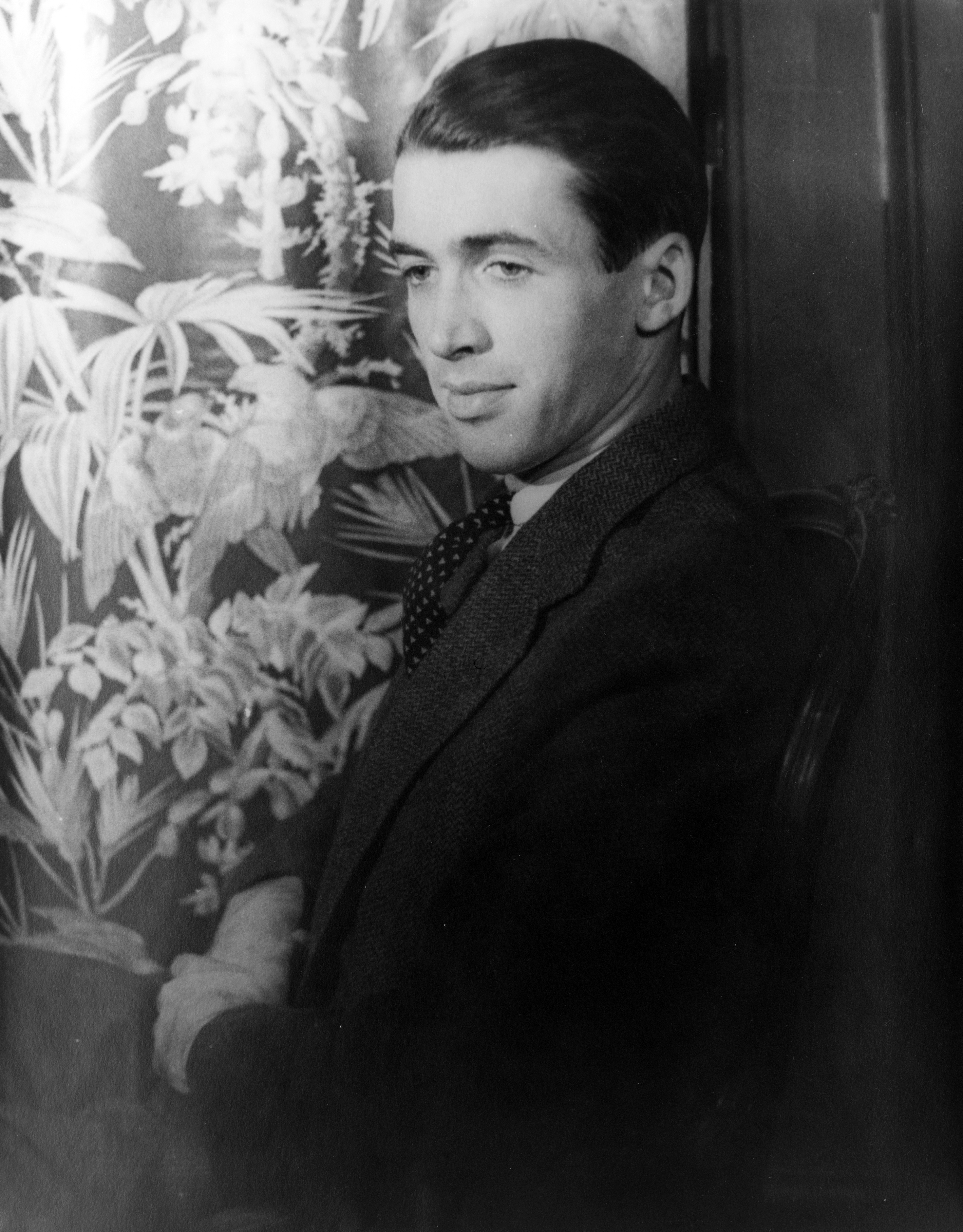
James Stewart
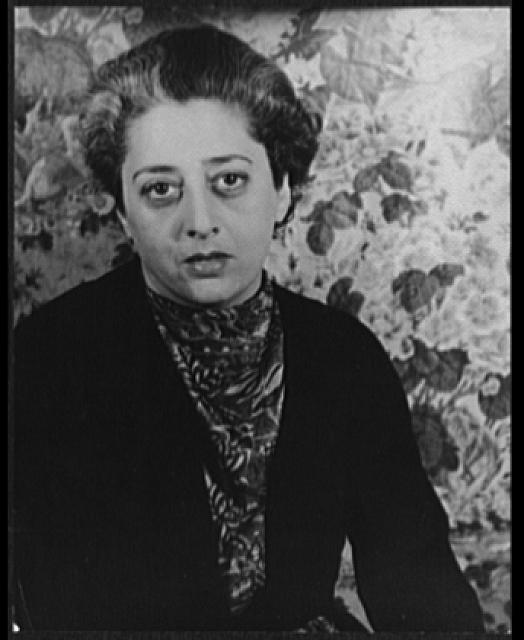
Beatrice Kaufman

- Alice B. Toklas
- Sigrid Undset
- Gore Vidal
- Hugh Walpole
- Orson Welles
- Anna May Wong
- Richard Wright

- George Gershwin
- Frida Kahlo, Diego Rivera
- Man Ray
- James Stewart
- Beatrice Kaufman

## Film
In der Filmbiografie Bessie (2015) über die Bluessängerin Bessie Smith wird Van Vechten in einer Nebenrolle von Oliver Platt dargestellt.